# Гурьянов, Михаил Алексеевич
Михаи́л Алексе́евич Гурья́нов (18 сентября [1 октября] 1903 — 27 ноября 1941) — советский партийно-хозяйственный деятель, участник Великой Отечественной войны, комиссар партизанского отряда, действовавшего на временно оккупированной территории Калужской области, Герой Советского Союза.

## Биография
Родился в селе Петровское (ныне — Истринского района Московской области) в семье рабочего. По национальности русский.
C 1912 по 1915 годы учился в Петровской начальной школе. C 1915 по 1917 года работал половым в чайной местного петровского кулака Миронова, затем — учеником токаря по резине на заводе «Проводник» в Тушино (1917—1920), на суконной фабрике (станция Манихино), из них три года рабочим-сукновалом и семь лет сукновальным подмастерьем (1920—1930).
С 1925 года — член комсомола и с 1931 года — член ВКП(б). Принимал активное участие в организации и укреплении колхозов.
С 1931 по 1932 года — председатель Петровского сельсовета, затем — председатель Красновидского сельсовета (1932—1933). После командировки в Москву для обучения на курсах советского строительства (1934—1993), с 1933 по 1938 года — председатель
С 1932 по 1933 годы работает председателем Дедовского поселкового совета.
В 1938 году выдвинут Московским комитетом партии и Мособлисполкомом на работу председателем Угодско-Заводского райисполкома. Затем избран Угодско-Заводским районным Советом депутатов трудящихся председателем исполнительного комитета.
С 21 января 1938 года по 27 ноября 1941 года — председатель исполнительного комитета Угодско-Заводского районного Совета депутатов трудящихся Московской области (ныне Жуковский район Калужской области).
В декабре 1939 года избран депутатом в Угодско-Заводской районный совет депутатов трудящихся. За неполных четыре предвоенных года успел многое сделать для подъёма хозяйства и культуры Угодско-Заводского района. Добился введения севооборотов с клеверосеянием во всех колхозах. Посев клеверов был доведен до 24 % ко всей посевной площади, чем была заложена база высоких и устойчивых урожаев и кормовая база для животноводства. Выросло поголовье скота и его продуктивность. В колхозах строились типовые хозяйственные и животноводческие помещения, организованы подсобные предприятия. В райцентре начали работу райпотребкомбинат и пищевой комбинат, швейно-вышивальная и деревообделочная артели.
За время работы Гурьянова председателем райисполкома были построены различные производственные и социальные объекты: дом культуры, Михайловская неполная средняя школа, детский парк, райсберкасса, детская поликлиника, дом для специалистов сельского хозяйства, два больших жилых дома, здание швейно-вышивальной артели, здание деревообделочной артели, пожарное депо, дорога с каменным покрытием Угодский Завод — станция Обнинское, начато строительство дороги Угодский Завод — Тарутино.
Во время Великой Отечественной войны
Во время оккупации служил комиссаром партизанского отряда. Участвовал в подготовке и проведении операции по разгрому штаба 12-го армейского корпуса вермахта.
В ночь на 24 ноября 1941 года партизанские группы, возглавляемые Гурьяновым и Карасёвым, окружили здание бывшего райисполкома и уничтожили находившихся в нём гитлеровцев. При отходе возле деревни Рыжково ныне Жуковского района Калужской области Гурьянов попал в засаду, был ранен и схвачен карателями. Враги пытали партизанского комиссара, но, не добившись сведений, повесили его 27 ноября 1941 года.
Указом Президиума Верховного Совета СССР «О присвоении звания Героя Советского Союза т. т. Гурьянову М. А., Космодемьянской З. А., Кузину И. Н., особо отличившимся в партизанской борьбы в тылу против немецких захватчиков» от 16 февраля 1942 года за «отвагу и геройство, проявленные в партизанской борьбе в тылу против немецких захватчиков» удостоен посмертно звания Героя Советского Союза.
Похоронен в селе Угодский Завод (с 1997 года — город Жуков Калужской области), где установлены бюст Героя и мемориальная доска.

## Память
Имя Героя Советского Союза носят:
- улицы в Москве, Калуге, Обнинске, Жукове, Дедовске (Московская область, Истринский район), Белоусово (Калужская область, Жуковский район);
- колхоз села Тарутино Жуковского района Калужской области.

## Награды
- Герой Советского Союза (16 февраля 1942) — за отвагу и геройство, проявленные в партизанской борьбе в тылу против немецких захватчиков
- Орден Ленина (16 февраля 1942) — за отвагу и геройство, проявленные в партизанской борьбе в тылу против немецких захватчиков
- Орден Красного Знамени